# Virna Hafferová
Virna Hafferová (nepřechýleně Virna Haffer; 1899 – 5. dubna 1974) byla americká fotografka, grafička, malířka, hudebnice a spisovatelka.

## Životopis
Hafferová se narodila v roce 1899 v Auroře ve státě Illinois a v roce 1907 se přestěhovala s rodinou do utopické komunity Home v South Puget Sound ve státě Washington. Když jí bylo 15 let, stala se učednicí fotografky Harrietty H. Ihrigové. Otevřela si vlastní studio portrétní fotografie v Tacomě ve státě Washington a své fotografie začala publikovat v roce 1924. Hafferová byla známá experimentováním s neobvyklými, svéráznými technikami a vytvořila svůj vlastní umělecký styl, který na počátku dvacátého století překračoval hranice uměleckých klasifikací. Její práce byla výstřední; produkovala piktorialistické, moderní, surrealistické a dokumentární stylové práce.
Hafferová byla třikrát vdaná, podruhé za socialistu a obhájce práce Paula Raymonda Haffera, s nímž měla jednoho syna Jeana Paula Haffera. Jednou z jejích prací komerční fotografické portrétistky byl snímek z dětství budoucího sochaře a sklářského umělce Dale Chihulyho.
Dílo Hafferové bylo poprvé vystaveno v roce 1924 na pátém ročníku F&N Salonu piktorialistické fotografie a v roce 1928 na čtvrté mezinárodní výstavě klubu Seattle Camera Club. V roce 1930 byla její práce mezinárodně uznávaná a často se objevovala v publikacích, jako je American Annual of Photography. Kromě toho získala uznání a ceny ve fotografických soutěžích ve 30. letech 20. století. V 60. letech se začala zajímat o výrobu fotogramů a v roce 1969 o tomto procesu vydala knihu Making Photograms: The Creative Process of Painting With Light. Práce Hafferové byla také předmětem několika samostatných výstav na různých místech jako jsou například: Massachusetts Institute of Technology, 1960; Kalifornské muzeum vědy a průmyslu, Los Angeles, 1964; New York Camera Club, 1967 a Museum of Contemporary Crafts, NYC, 1968. Posmrtná retrospektiva její práce, A Turbulent Lens: The Photographic Art of Virna Haffer se konala v Tacoma Art Museum v roce 2011.